# Philya ascendens
Philya ascendens är en insektsart som beskrevs av Walker. Philya ascendens ingår i släktet Philya och familjen hornstritar. Inga underarter finns listade i Catalogue of Life.